# Non Sa-at (huyện)
Non Sa-at (tiếng Thái: โนนสะอาด) là một huyện (amphoe) ở phía nam của tỉnh Udon Thani, đông bắc Thái Lan.

## Địa lý
Các huyện giáp ranh (từ phía bắc theo chiều kim đồng hồ) là: [[Amphoe Nong Saeng, tỉnh Udon Thani|Nong Saeng]] và Kumphawapi của tỉnh Udon Thani, Kranuan, Nam Phong và Khao Suan Kwang của tỉnh Khon Kaen.

## Lịch sử
Tiểu huyện (king amphoe) được thành lập ngày 21 tháng 1 năm 1974, khi ba tambon Non Sa-at, Pho Si Samran và Bung Kaeo được tách ra từ Kumphawapi. Đơn vị này đã được nâng cấp thành huyện ngày 12 tháng 4 năm 1977.

## Hành chính
Huyện này được chia thành 6 phó huyện (tambon), các đơn vị này lại được chia ra thành 63 làng (muban). Non Sa-at là một thị trấn (thesaban tambon) nằm trên một phần của tambon Non Sa-at. Có 6 Tổ chức hành chính tambon.
| STT. | Tên           | Tên Thái   | Số làng | Dân số |  |
| ---- | ------------- | ---------- | ------- | ------ |  |
| 1.   | Non Sa-at     | โนนสะอาด   | 9       | 8.666  |  |
| 2.   | Bung Kaeo     | บุ่งแก้ว      | 12      | 10.746 |  |
| 3.   | Pho Si Samran | โพธิ์ศรีสำราญ | 9       | 8.164  |  |
| 4.   | Thom Na Ngam  | ทมนางาม    | 10      | 7.077  |  |
| 5.   | Nong Kung Si  | หนองกุงศรี   | 11      | 6.813  |  |
| 6.   | Khok Klang    | โคกกลาง    | 12      | 6.993  |  |